# Liste von Persönlichkeiten der Stadt Padua
Diese Liste enthält in Padua geborene Persönlichkeiten sowie solche, die in Padua gewirkt haben, dabei jedoch andernorts geboren wurden. Die Liste erhebt keinen Anspruch auf Vollständigkeit.

## In Padua geborene Persönlichkeiten

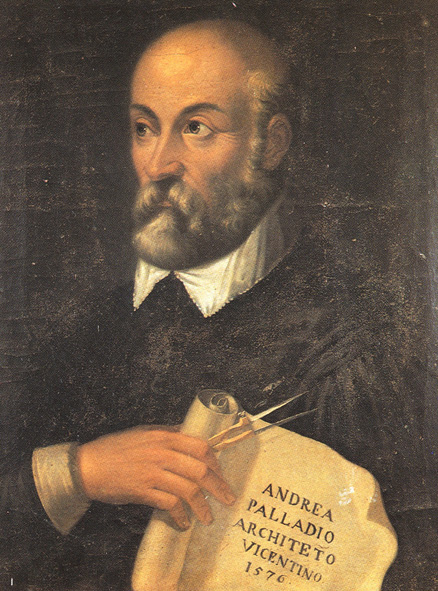
Andrea Palladio

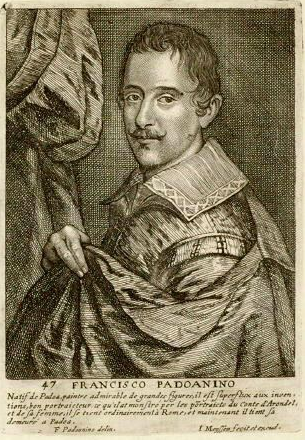
Alessandro Varotari

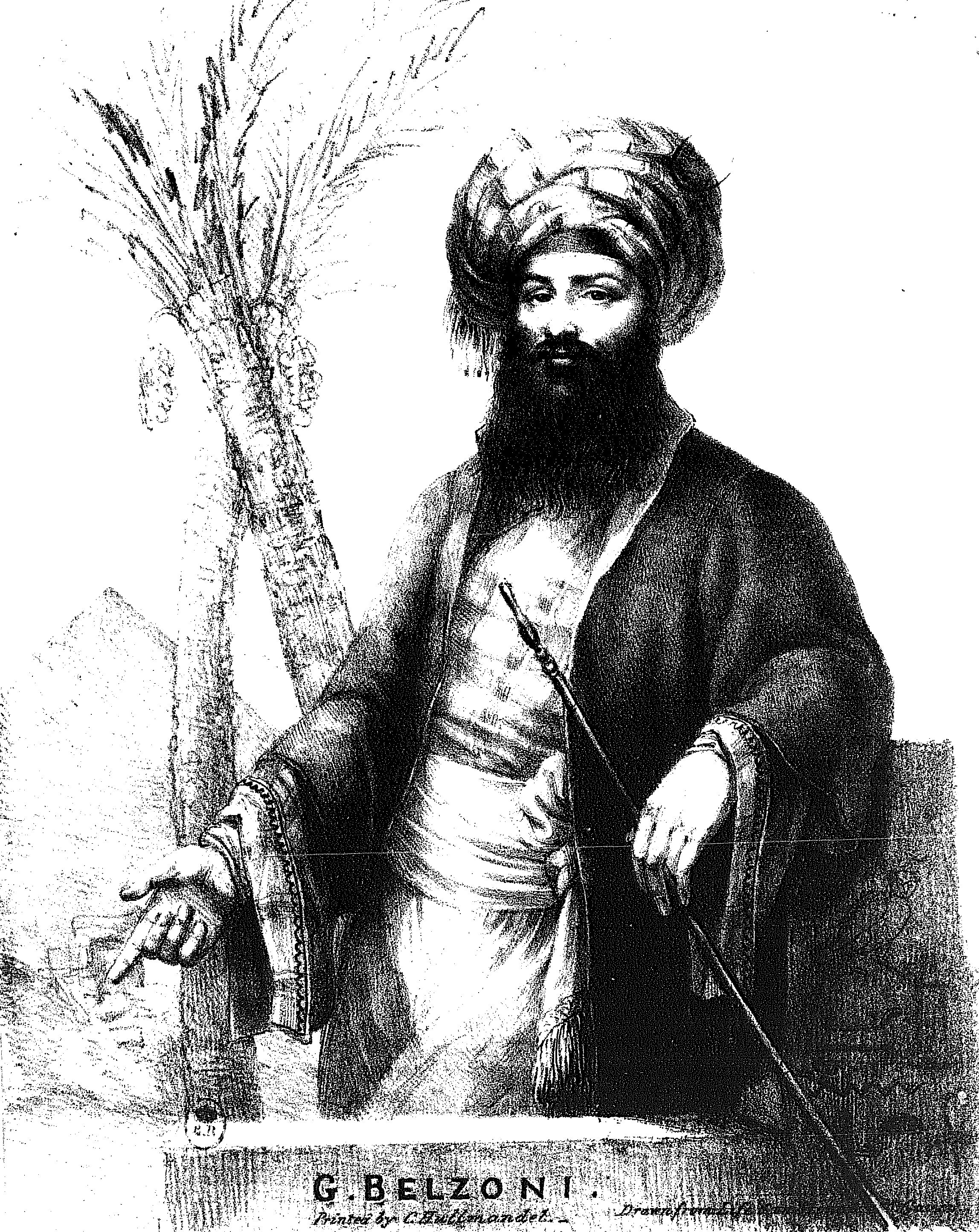
Giovanni Battista Belzoni

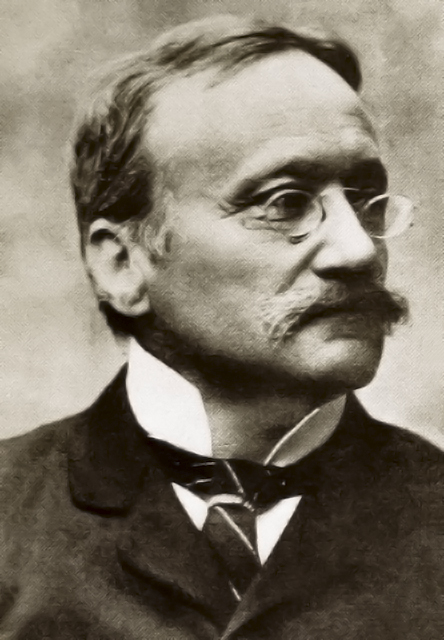
Arrigo Boito

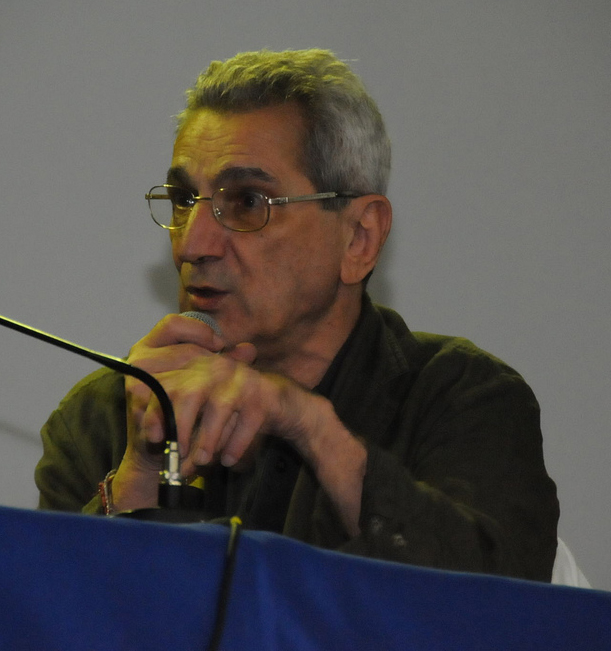
Antonio Negri

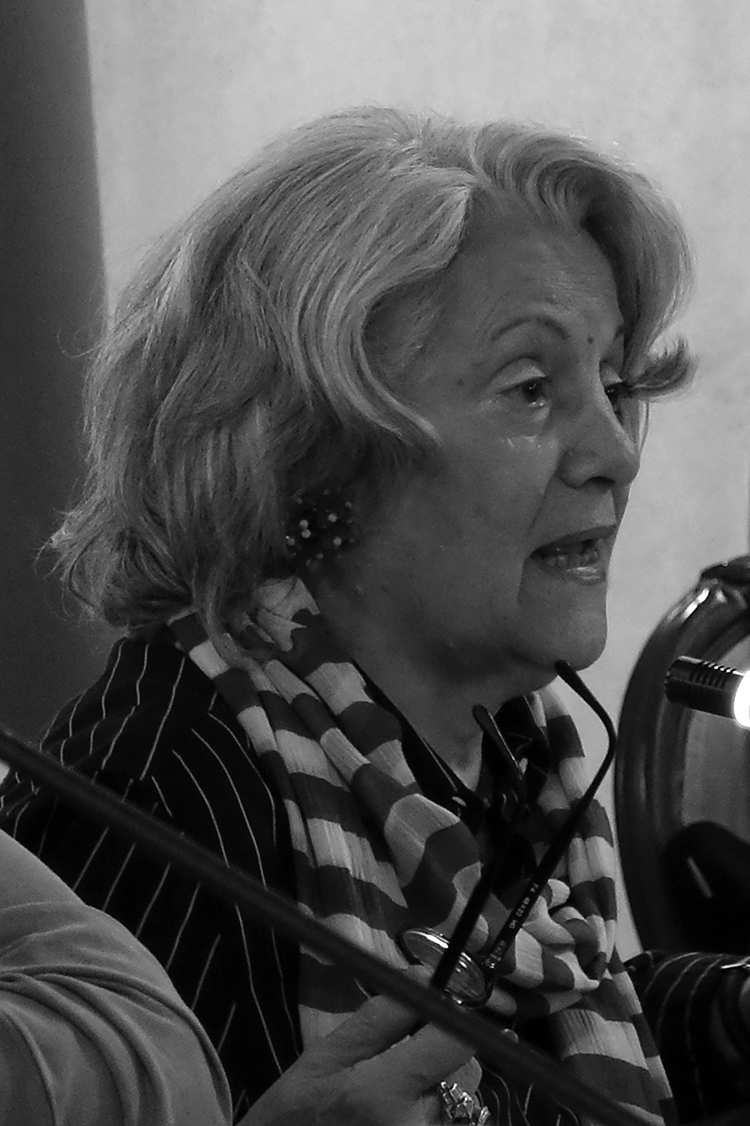
Antonia Arslan

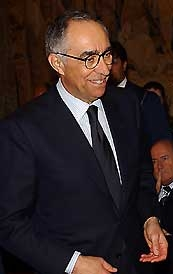
Franco Carraro

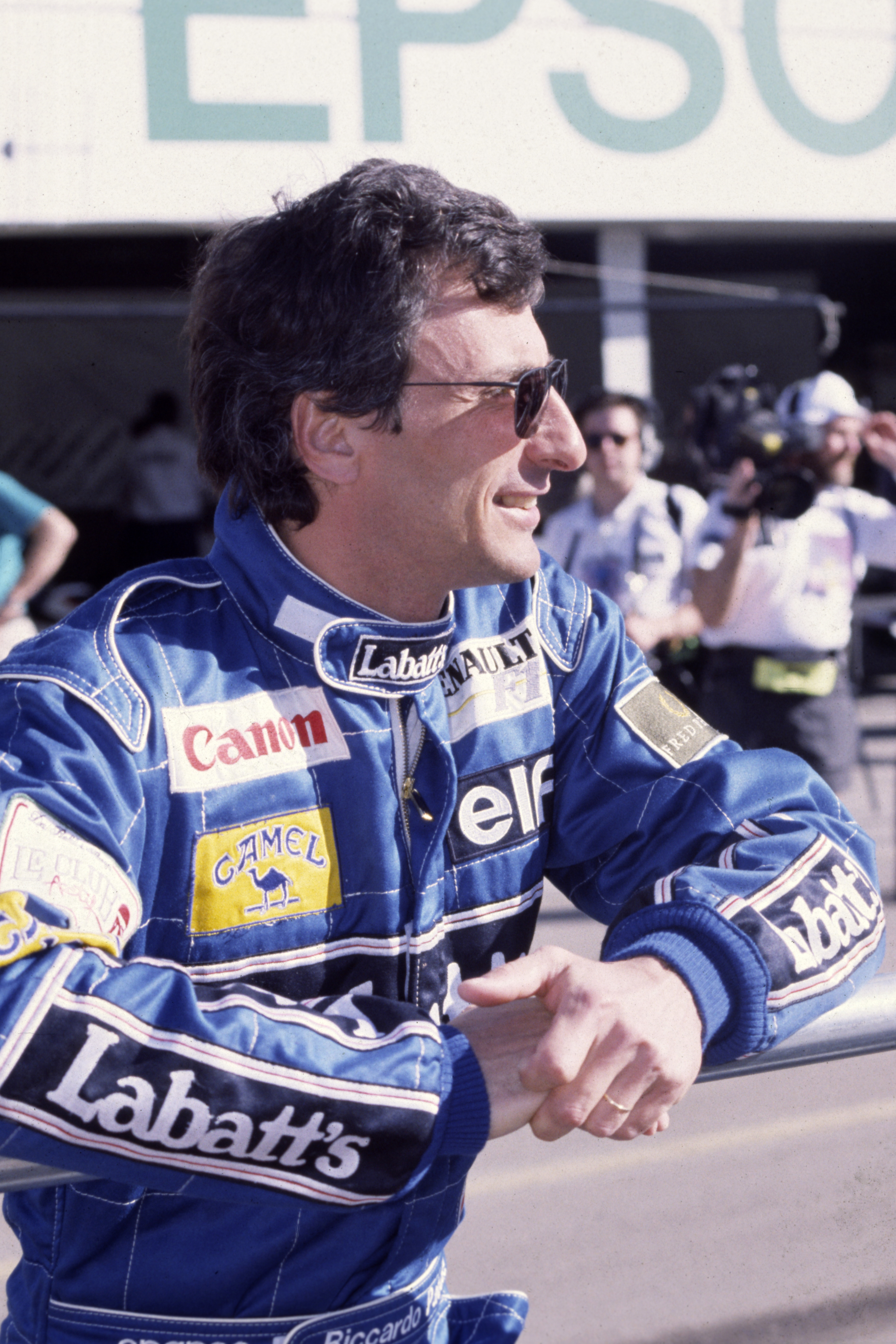
Riccardo Patrese

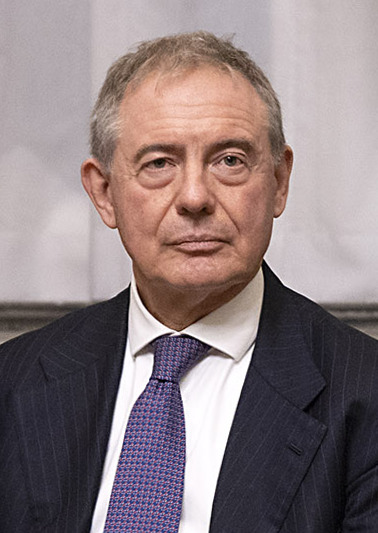
Adolfo Urso

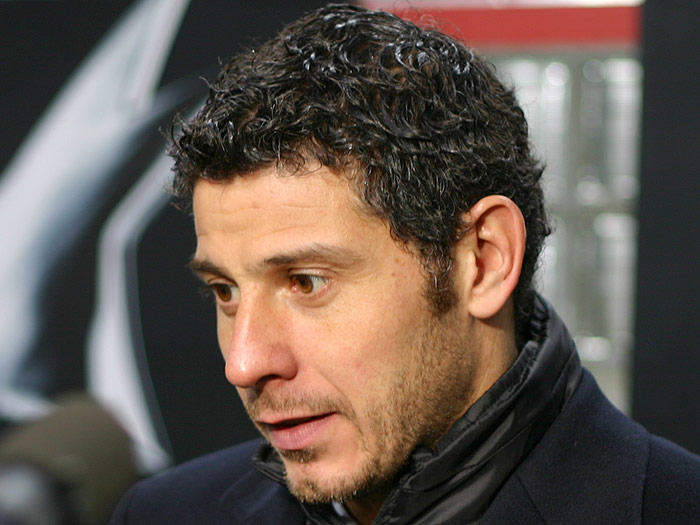
Francesco Toldo

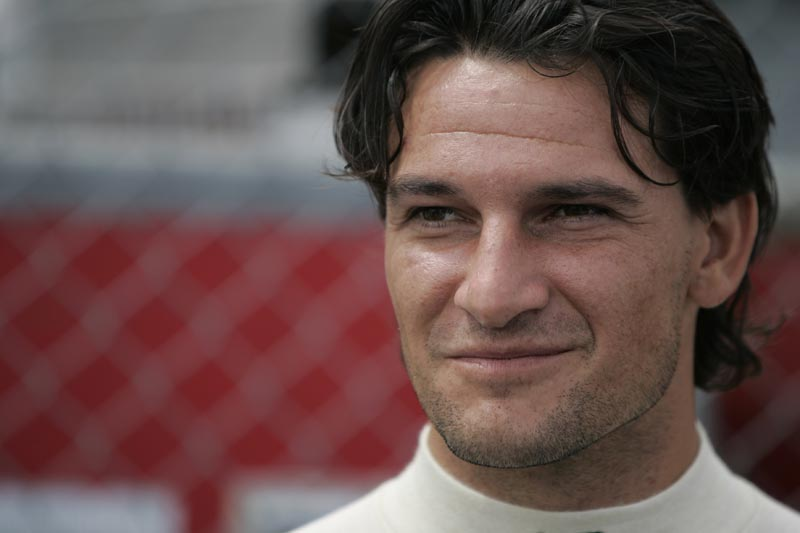
Giorgio Pantano

### Bis 1400
- Titus Livius (59 v. Chr. – 17 n. Chr.) römischer Geschichtsschreiber
- Lukas von Padua (um 1200 – 1285), Schüler des heiligen Franziskus von Assisi
- Albertino Mussato (1261–1329), Frühhumanist, Poet und Geschichtsschreiber
- Marsilius von Padua (1275/90–1342/43), Staatstheoretiker und Politiker
- Guariento di Arpo (um 1310–1370), Maler
- Bonaventura Badoardo de Peraga (1332–1389), Kardinal
- Francesco Squarcione (um 1397 – um 1468), Maler

### 1401 bis 1600
- Bernhardus Trevisanus (1406–1490), Alchemist
- Nicolò Pizzolo (um 1420–1453), Maler der Frührenaissance
- Lazzaro Bastiani (1429–1512), Maler der Renaissance
- Bartolomeo Bellano (um 1435–um 1497), Bildhauer und Architekt
- Gasparo Alberti (um 1480–um 1565), Geistlicher und Komponist
- Giulio Campagnola (1482–1515), Maler und Kupferstecher
- Giovanni Maria Padovano (1493–1574), italienisch-polnischer Bildhauer und Steinmetz der Renaissance
- Antonio Rotta (1495–1549), Lautenist und Komponist der Renaissance
- Girolamo Muzio (1496–1576), Literat
- Giovanni Cavino (1500–1570), Stempelschneider
- Sperone Speroni (1500–1588), Humanist und Autor
- Andrea Palladio (1508–1580), Architekt
- Giacomo Antonio Cortusi (1513–1603), Botaniker
- Annibale Padovano (1527–1575), Organist und Komponist
- Jacopo Zabarella (1533–1589), Philosoph
- Giulio Cesare Barbetta (1540–1603), Lautenist und Komponist
- Saul Wahl (1541–1617), Zoll- und Salzpächter
- Giovanni Antonio Magini (1555–1617), Astronom und Mathematiker
- Tiziano Aspetti (um 1559–1606), Bildhauer
- Isabella Andreini (1562–1604), Schauspielerin und Autorin
- Giulio Cesare Lagalla (1576–1624), Professor für Philosophie
- Chiara Varotari (1584–nach 1663), Porträtmalerin
- Alessandro Varotari (1588–1649), Maler
- Johannes Wesling (1598–1649), Mediziner und Professor für Anatomie und Botanik
- Giovanni Battista Seni (um 1600–1656), Astrologe und Leibarzt

### 1601 bis 1800
- Pietro Liberi (1605–1687), Maler
- Domenico de Marchetti (1626–1688), Anatom, Physiologe und Professor für Medizin
- Maximilian von Degenfeld (1645–1697), kurpfälzischer Diplomat
- Giovanni Battista Bassani (um 1647 – 1716), Violinist und Komponist
- Girolamo Frigimelica (1653–1732), Architekt, Dichter und Librettist
- Bartolomeo Cristofori (1655–1731), Musikinstrumentenbauer
- Stefano Pallavicini (1672–1742), Hofdichter, Dramaturg und Regisseur
- Adam Horatio Casparini (1676–1745), deutscher Orgelbauer
- Domenico Dall’Oglio (um 1700–1764), Violinist und Komponist
- Mosche Chaim Luzzatto (1707–1746), Philosoph und Kabbalist
- Giuseppe Antonio Paganelli (1710–?), Sänger und Komponist
- Vitaliano Donati (1717–1762), Naturforscher
- Melchiorre Cesarotti (1730–1808), Dichter, Übersetzer und Gelehrter
- Domenico Vandelli (1735–1816), Naturforscher
- Alberto Fortis (1741–1803), Geistlicher, Naturphilosoph und Universalgelehrter
- Giuseppe Avanzini (1753–1827), römisch-katholischer Geistlicher, Mathematiker und Physiker
- Antonio Bagatella (1755–1829), Musiktheoretiker und Geigenbauer
- Franz Aglietti (1757–1836), Arzt
- Ludwig Arduino (1759–1833), Landwirt und Hochschullehrer
- Giuseppe Furlanetto (1775–1848), Philologe und Archäologe
- Giovanni Battista Belzoni (1778–1823), Abenteurer, Ingenieur, Gewichtheber und Akrobat

### 1801 bis 1900
- Joseph Almanzi (1801–1860), Autor
- Giuseppe Meneghini (1811–1889), Geologe, Paläontologe, Chirurg, Augenheilkundler und Autor
- Joseph von Scheda (1815–1888), österreichischer Generalmajor, Geograf und Kartograf
- Anton Di Pauli (1828–1883), österreichischer Politiker
- Ippolito Nievo (1831–1861), Schriftsteller
- Ferdinand Franz Lippich (1838–1913), Physiker
- Arrigo Boito (1842–1918), Schriftsteller, Librettist und Komponist
- Friedrich von Hellwald (1842–1892), österreichischer Kulturhistoriker
- Riccardo Drigo (1846–1930), Dirigent und Ballettkomponist
- János von Pallavicini (1848–1941), Diplomat Österreich-Ungarns
- Pietro Pinton (1850–1897), Mittelalterhistoriker
- Carlo De Stefani (1851–1924), Geologe und Paläontologe, Hochschullehrer
- Alberto Treves de Bonfili (1855–1921), Bankmanager, Diplomat und Politiker
- Cesare Pollini (1858–1912), Pianist, Komponist, Dirigent, Musikpädagoge und Konzertveranstalter
- Franz Joseph von Battenberg (1861–1924), Mitglied des Hauses Battenberg
- Antonio Berlese (1863–1927), Entomologe
- Luca Ermenegildo Pasetto OFMCap (1871–1954), Ordensgeistlicher, Kurienerzbischof
- Ettore Ghislanzoni (1873–1964), Klassischer Archäologe und Prähistoriker
- Tullio Levi-Civita (1873–1941), Mathematiker
- Guido Alberto Fano (1875–1961), Komponist, Dirigent und Pianist
- Gino Luzzatto (1878–1964), Wirtschaftshistoriker
- Giorgio Abetti (1882–1982), Astronom
- Angelo Gardellin (1884–1963), Radrennfahrer
- Giuseppe Dalla Torre del Tempio di Sanguinetto (1885–1967), Journalist, Chefredakteur des Osservatore Romano
- Alberto da Zara (1889–1951), Admiral
- Gabriella Oreffice (1893–1984), Malerin
- Albino Carraro (1899–1964), Fußballschiedsrichter und -trainer

### 1901 bis 1950
- Jacopo Comin (1901–1973), Filmproduzent und Journalist
- Emilio Baldanello (1902–1952), Schauspieler
- Piero Pastore (1903–1968), Fußballspieler und Schauspieler
- Guglielmo Segato (1906–1979), Radrennfahrer
- Francesco Malatesta (1907–1986), Radrennfahrer
- Paolo Dalla Torre del Tempio di Sanguinetto (1910–1993), Kunsthistoriker und Politiker
- Rate Furlan (1911–1989), Filmregisseur und Schauspieler
- Mario Perazzolo (1911–2001), Fußballspieler und -trainer
- Luigi Gui (1914–2010), Politiker
- Mario Ricci (1914–2005), Radrennfahrer
- José Bragato (1915–2017), argentinischer Tangomusiker, Cellist, Pianist, Arrangeur und Komponist
- Gino Cappello (1920–1990), Fußballspieler
- Giuseppe Colombo (1920–1984), Ingenieur und Mathematiker
- Silvano Zorzi (1921–1994), Bauingenieur und Brückenbauer
- Giovanni Santinello (1922–2003), Philosoph und Hochschullehrer
- Michela Schiff Giorgini (1923–1978), Archäologin und Ägyptologin
- Domenico Pace (1924–2022), Fechter
- Omero Tognon (1924–1990), Fußballspieler und -trainer
- Giorgio Torraca (1927–2010), Chemiker und Konservator
- Pino Ferrara (1929–2011), Schauspieler und Synchronsprecher
- Mario Ravagnan (1930–2006), Fechter
- Carlo Reali (* 1930), Schauspieler, Filmeditor und Synchronsprecher
- Angelo Ventura (1930–2016), Historiker
- Egidio Caporello (1931–2022), Bischof von Mantua
- Walter Santesso (1931–2008), Schauspieler, Regisseur und Drehbuchautor
- Brunella Bovo (1932–2017), Schauspielerin
- Pina Bottin (1933–2024), Schauspielerin
- Leandro Faggin (1933–1970), Automobilrennfahrer
- Antonio Negri (1933–2023), Politikwissenschaftler
- Emanuele Boaga (1934–2013), Theologe
- Paolo Mietto (1934–2020), römisch-katholischer Ordensgeistlicher und Generalsuperior
- Claudio Scimone (1934–2018), Dirigent
- Antonia Arslan (* 1938), Archäologin
- Juan Brotto (1939–2009), argentinischer Radrennfahrer
- Franco Carraro (* 1939), Sportfunktionär und Politiker
- Bruno Nicolè (1940–2019), Fußballspieler
- Giampaolo Capovilla (1945–1997), Maler, Schauspieler und Filmregisseur
- Ana Chumachenco (* 1945), Geigerin
- Lucia Valentini Terrani (1946–1998), Opernsängerin
- Alberto Bigon (* 1947), Fußballspieler und -trainer
- Giorgio Morbiato (* 1948), Radrennfahrer
- Franco Ongarato (* 1949), Radrennfahrer
- Alvise Vidolin (* 1949), Tonregisseur, Computermusiker, Interpret elektronischer Livemusik und Musikpädagoge

### Ab 1951
- Osvaldo Castellan (1951–2008), Radrennfahrer
- Mara Zampieri (* 1951), Opern- und Konzertsängerin
- Novella Calligaris (* 1954), Schwimmerin
- Riccardo Patrese (* 1954), Automobilrennfahrer
- Alessandro Barchiesi (* 1955), Altphilologe
- Pier Francesco Boscaro degli Ambrosi (* 1955), Filmregisseur und Drehbuchautor
- Massimo Carlotto (* 1956), Autor
- Giancarlo Galan (* 1956), Politiker
- Carlo Mazzacurati (1956–2014), Filmregisseur
- Ottavio Paccagnella (* 1956), Radrennfahrer
- Gianfranco Dalla Barba (1957–2024), Fechter und Neurologe
- Adolfo Urso (* 1957), Journalist und Politiker
- Fabio Trentin (1958–2024), Architekt und Rugbyspieler
- Fulvio Lorigiola (* 1959), Rugbyspieler
- Renzo Pegoraro (* 1959), römisch-katholischer Geistlicher und Bioethiker
- Maurizio Cattelan (* 1960), Künstler
- Mauro Gardin (* 1961), Rugbyspieler
- Paolo Rondo-Brovetto (* 1961), Wirtschaftswissenschaftler
- Piero Carletto (1963–2022), Ruderer
- Marco Marin (* 1963), Säbelfechter
- Silvio Martinello (* 1963), Radrennfahrer
- Grazia Toderi (* 1963), Videokünstlerin
- Nicola Grigolo (* 1967), Beachvolleyballspieler
- Francesca Bortolozzi (* 1968), Florettfechterin
- Tomaso Duso (* 1971), Ökonom
- Alexandra von Teuffenbach (* 1971), katholische Theologin
- Francesco Toldo (* 1971), Fußballspieler
- Rossano Galtarossa (* 1972), Ruderer
- Alessandro Zan (* 1973), Politiker
- Massimiliano Alajmo (* 1974), Koch
- Mario Benetton (* 1974), Radrennfahrer
- Alberto Ongarato (* 1975), Radrennfahrer
- Francesca Torzo (* 1975), Architektin und Dozentin
- Stefano Galvani (* 1977), Tennisspieler
- Mauro Bergamasco (* 1979), Rugby-Union-Spieler
- Giorgio Pantano (* 1979), Automobilrennfahrer
- Mirco Bergamasco (* 1983), Rugby-Union-Spieler
- Marco Galiazzo (* 1983), Bogenschütze
- Elisa Camporese (* 1984), Fußballspielerin
- Daniele Chiffi (* 1984), Fußballschiedsrichter
- Luca Rossettini (* 1985), Fußballspieler
- Lech Antonio Uszynski (* 1986), polnisch-italienisch-schweizerischer Bratschist
- Giovanni Perin (* 1987), Jazzmusiker
- Cristian Pasquato (* 1989), Fußballspieler
- Michael Dalle Stelle (* 1990), Automobilrennfahrer
- Michael Tumi (* 1990), Sprinter
- Leonora Armellini (* 1992), Pianistin
- Federica Arcidiacono (* 1993), Tennisspielerin
- Riccardo Agostini (* 1994), Automobilrennfahrer
- Stefania Gobbi (* 1995), Ruderin
- Luca Chiumento (* 1997), Ruderer
- Davide Boscaro (* 2000), Radrennfahrer
- Nicola Carraro (* 2002), Motorradrennfahrer

## Bekannte Einwohner von Padua
- Antonius von Padua (1195–1231), portugiesisch-italienischer Franziskaner, Theologe und Prediger
- Pietro d’Abano (1250–1315), Mediziner, Philosoph, Mathematiker und Astrologe
- Giusto de’ Menabuoi (?–1390), Maler
- Paulus Venetus (um 1370–1429), Philosoph und Theologe
- Palla Strozzi (um 1373–1462), Kaufmann und Humanist
- Giovanni d’Alemagna (?–1450), deutschstämmiger Maler
- Bono da Ferrara (?–nach 1461), Maler
- Elijah Levita (1469–1549), Dichter, Humanist und Philologe
- Nikolaus Kopernikus (1473–1543), Domherr, Jurist, Administrator und Arzt
- Michael Gaismair (1490–1532), Sekretär des Fürstbischofs, Bauernführer, Frühsozialist
- Damião de Góis (1502–1574), Diplomat und Historiker
- Andreas Vesalius (1514–1564), flämischer Anatom
- Guido Panzirolus (1523–1599), Rechtsgelehrter
- Girolamo Fabrizio (1533/1537–1619), Anatom und Chirurg und der Begründer der Embryologie
- Galileo Galilei (1564–1642), Philosoph, Mathematiker, Physiker und Astronom
- Franz von Sales (1567–1622), Fürstbischof von Genf
- Andrea Argoli (1570–1657), Mathematiker, Astronom und Astrologe
- Otto von Preen (1579–1634), deutscher Jurist und Hofbeamter
- Stefano Landi (1587–1639), Altmusik Kompositeur aus Rom
- Sergio Pola (1674–1748), Titularbischof von Famagusta
- Giacomo Casanova (1725–1798), Schriftsteller, Abenteurer und Libertin
- Johann Gottlieb Naumann (1741–1801), deutscher Komponist, Dirigent und Kapellmeister
- Giustiniano degli Avancini (1807–1843), Maler
- Roberto Ardigò (1828–1920), Philosoph
- Leopold Mandić (1866–1942), kroatischer Kapuziner, Heiliger